# 로버트 컬
로버트 플로이드 컬 주니어(영어: Robert Floyd Curl, Jr., 1933년 8월 23일 ~ 2022년 7월 3일)는 미국의 화학자이다. 1996년에 풀러렌을 발견한 공로로 해럴드 크로토, 리처드 스몰리와 함께 노벨 화학상을 수상했다.

## 인물
텍사스주 앨리스에서 태어나 1950년에 라이스 대학교에서 입학하여 1954년 학사 학위를 받았고 1957년에 캘리포니아 대학교 버클리에서 박사 학위를 받았다. 물리화학, DNA의 유전형과 시퀀스 장치, 양자 캐스케이드 레이저를 기본으로 한 중적외선 가스 모니터 장치 개발에 주력하였다.

## 학력
- 1946년~1950년: 토머스 재퍼슨 고등학교(졸업)
- 1950년~1954년: 라이스 대학교(학사)
- 1954년~1957년: 캘리포니아 대학교 버클리(박사)

## 저서·논문
- Curl, Robert (1997). “Dawn of the fullerenes: experiment and conjecture”. 《Reviews of Modern Physics》 69 (3): 691–702. Bibcode:1997RvMP...69..691C. doi:10.1103/RevModPhys.69.691.
- Curl, R. F. and G. P. Glass. "Infrared Absorption Spectroscopy and Chemical Kinetics of Free Radicals. Final Performance Report, August 1, 1985--July 31, 1994," National Accelerator Laboratory, Rice University, United States Department of Energy, (June 1995).
- Curl, R. F. and G. P. Glass. "Infrared Absorption Spectroscopy and Chemical Kinetics of Free Radicals, Final Technical Report," Rice University, United States Department of Energy, (November 2004).